# Моргошия, Темури Корнельевич
Темури (Тимур) Корнельевич Моргошия (род. 12 августа 1970, СССР) — грузинский футболист, полузащитник.

## Игровая карьера
В 1990—1992 выступал за грузинские клубы. После того как клуб «Мзиури» снялся с чемпионата, некоторое время не выступал.
В 1995 году играл за «Уралец НТ». Затем вернулся в Грузию, играл в клубах высшей лиги.
В 1998 году перешёл в донецкий «Шахтёр» из команды ТГУ (Тбилиси). Сыграл два матча за дубль донетчан и был отдан в аренду в СК «Николаев», где сыграл два матча в высшей лиге чемпионата Украины. Дебют — 22 августа 1998 года «Кривбасс» — СК «Николаев», 0:0. После окончания сезона был выставлен на трансфер.